# Katharina Pistor
Katharina Pistor  née le 23 mai 1963 à Fribourg-en-Brisgau en Allemagne, est une juriste, professeure de droit comparé à l'Université Columbia. Ses travaux portent sur la gouvernance d'entreprise, la finance, les droits de propriété, le droit comparé et les institutions juridiques. Elle est spécialiste de l'effet du droit sur la création de richesse et les inégalités économiques. 
Elle est l'auteure de The Code of Capital : How the Law Creates Wealth and Inequality  (2018), ouvrage dans lequel elle montre comment le droit et les juristes contribuent à l'augmentation des inégalités de patrimoine,,,,. Cet ouvrage a été désigné comme l'un des meilleurs livres de 2019 par le Financial Times et le Guardian.
Katharina Pistor est co-lauréate du prix de recherche Max-Planck (2012), membre de l'Académie des sciences de Berlin-Brandebourg et membre de l'Institut européen de gouvernance d'entreprise.

### Livres
- Law & Capitalism. What Corporate Crises Reveal about Legal Systems and Economic Development around the World (avec Curtis J. Milhaupt), University of Chicago Press, 2008.
- Governing Access to Essential Resources (co-édité avec Olivier De Schutter), Columbia University Press, 2015.
- The Code of Capital: How the Law Creates Wealth and Inequality, Princeton University Press, 2018.

### Articles
- « Incomplete Law  » (avec Chenggang Xu), New York University Journal of International Law and Politics, 2003.
- « Economic Development, Legality, and the Transplant Effect » (avec Dan Berkowitz and Jean-François Richard), European Economic Review, 2003.
- « Global Network Finance: Institutional Innovation in the Global Market Place », Journal of Comparative Economics, 2009.
- « How Law Affects Lending » (avec Rainer Haselmann and Vikrant Vig), Review of Financial Studies, 2009.
- « Governing Interdependent Financial Systems: Lessons from the Vienna Initiative », Journal of Globalization and Development, 2011.
- Introduction au numéro spécial « Law in Finance », Journal of Comparative Economics, 2013.
- « A Legal Theory of Global Finance », Journal of Comparative Economics, 2013.
- « Legal Institutionalism: Capitalism and the Constitutive Role of Law » (avec Simon Deakin, David Gindis, Geoffrey Hodgson, and Kainan Huang), Journal of Comparative Economics, 2014.
- « Regulatory Capabilities » (avec Fabrizio Cafaggi), Journal of Regulation and Governance, 2015.
- « The value of law », Theory and Society, 49, 2020, p. 165–186 [en ligne].
- « Rule by data : the end of markets ? », Law and Contemporary Problems, 83-2, 2020, p. 101-124.